# Championnat du monde de hockey sur glace 1966
Navigation
Finlande 1965 Autriche 1967

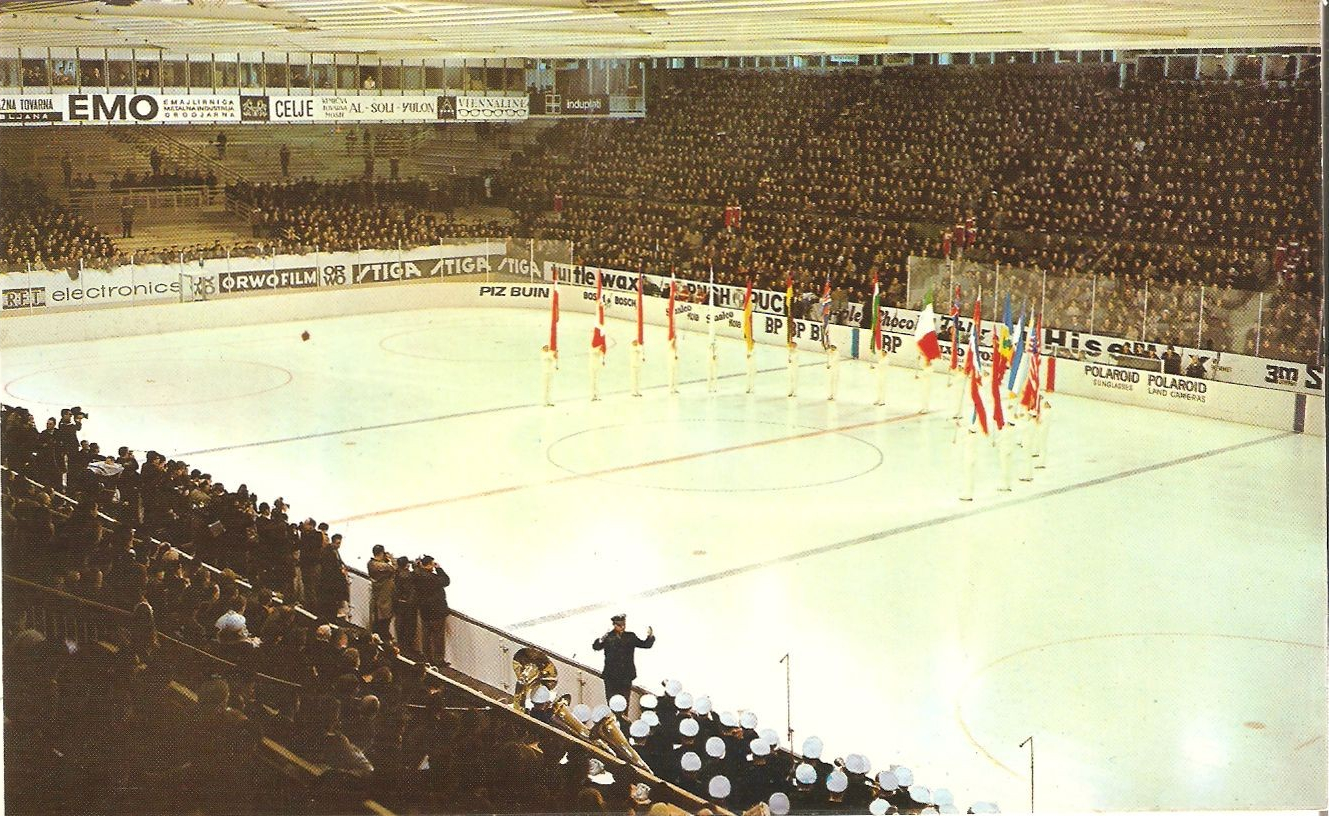
Championnat du monde de hockey sur glace 1966 de l'IIHF à Ljubljana (Carte postale)

Le trente-troisième championnat du monde  de hockey sur glace  et par la même occasion le quarante-quatrième championnat d’Europe a eu lieu du 3 au 13 mars 1966 en Yougoslavie dans la ville de Ljubljana pour le groupe A, Zagreb pour le groupe B et enfin Jesenice pour le groupe C. Ljubljana et Jesenice sont aujourd'hui des villes de Slovénie et Zagreb de Croatie.

## Contexte
19 nations sont inscrites pour cette nouvelle édition et donc contrairement à l'édition précédente trois groupes sont mis en place.
Les équipes du groupe A sont les sept premières équipes de 1966 du championnat A avec le renfort de la Pologne première du championnat B. 
Pour le groupe B, il est décidé de faire un tour de qualification comprenant la équipe de France de hockey sur glace, l'Italie et la Roumanie, les deux premières nations n'ayant pas pu se qualifier pour le groupe B de 1965 tandis que la Roumanie avait dû abandonner.
Les nouvelles nations ou celles ne participant pas à l'édition rejoignent le groupe C.

## Groupe A

### Résultats
3 mars
- URSS 8 – 1 Pologne
- Tchécoslovaquie 6 – 0 Allemagne de l'Est
- Suède 5 – 1 Finlande
- Canada 7 – 2 États-Unis

5 mars
- Canada 6 – 0 Pologne
- Tchécoslovaquie 8 – 1 Finlande
- Suède 1 – 4 Allemagne de l'Est
- URSS 11 – 0 États-Unis

6 mars
- Tchécoslovaquie 6 – 1 Pologne
- Canada 9 – 1 Finlande
- Suède 6 – 1 États-Unis
- URSS 10 – 0 Allemagne de l'Est

8 mars
- Suède 8 – 2 Pologne
- URSS 13 – 2 Finlande
- Tchécoslovaquie 7 – 4 États-Unis
- Canada 6 – 0 Allemagne de l'Est

9 mars
- Allemagne de l'Est 4 – 0 Pologne
- Finlande 4 – 1 États-Unis

10 mars
- Tchécoslovaquie 2 – 1 Canada
- URSS 3 – 3 Suède

11 mars
- Finlande 6 – 3 Pologne
- Allemagne de l'Est 0 – 4 États-Unis
- Tchécoslovaquie 2 – 1 Suède
- URSS 3 – 0 Canada

12 mars
- États-Unis 6 – 4 Pologne
- Allemagne de l'Est 4 – 3 Finlande

13 mars
- Canada 4 – 2 Suède
- URSS 7 – 1 Tchécoslovaquie

### Classement du championnat du monde
|        | Équipe             | PJ | V | N | D | BP | BC |
| ------ | ------------------ | -- | - | - | - | -- | -- |
| Or     | URSS               | 7  | 6 | 1 | 0 | 55 | 7  |
| Argent | Tchécoslovaquie    | 7  | 6 | 0 | 1 | 32 | 15 |
| bronze | Canada             | 7  | 5 | 0 | 2 | 33 | 10 |
| 4      | Suède              | 7  | 3 | 1 | 3 | 26 | 17 |
| 5      | Allemagne de l'Est | 7  | 3 | 0 | 4 | 12 | 30 |
| 6      | États-Unis         | 7  | 2 | 0 | 5 | 18 | 39 |
| 7      | Finlande           | 7  | 2 | 0 | 5 | 18 | 43 |
| 8      | Pologne            | 7  | 0 | 0 | 7 | 11 | 44 |

### Classement du championnat d’Europe
Pour ce championnat d’Europe deux versions différentes de classement : la première est classique tandis que la seconde ne compte que les résultats des équipes européennes entre elles. La seule différence se situe au niveau de la troisième place.
|   | Équipe             |
| - | ------------------ |
| 1 | URSS               |
| 2 | Tchécoslovaquie    |
| 3 | Suède              |
| 4 | Allemagne de l'Est |
| 5 | Finlande           |
| 6 | Pologne            |

|   | Équipe             | PJ | V | N | D | BP | BC |
| - | ------------------ | -- | - | - | - | -- | -- |
| 1 | URSS               | 5  | 4 | 1 | 0 | 41 | 7  |
| 2 | Tchécoslovaquie    | 5  | 4 | 0 | 1 | 23 | 10 |
| 3 | Allemagne de l'Est | 5  | 3 | 0 | 2 | 12 | 20 |
| 4 | Suède              | 5  | 2 | 1 | 2 | 17 | 10 |
| 5 | Finlande           | 5  | 1 | 0 | 4 | 13 | 33 |
| 6 | Pologne            | 5  | 0 | 0 | 5 | 7  | 32 |

### Composition de l'URSS
L'équipe soviétique est alors composée des joueurs suivants :
- Viktor Konovalenko, Viktor Zinger (gardiens),
- Vladimir Brejnev, Aleksandr Ragouline, Viktor Kouzkine, Vitali Davydov (défenseurs),
- Oleg Zaïtsev, Konstantin Loktev, Veniamin Aleksandrov, Aleksandr Almetov, Boris Maïorov, Viatcheslav Starchinov, Viktor Iakouchev, Anatoli Firsov, Anatoli Ionov, Vladimir Vikoulov, Viktor Poloupanov (attaquants).

L'équipe est entraînée par Anatoli Tarassov et Arkadi Tchernychev.

## Qualification pour le groupe B
Les matchs ont eu lieu les 10, 11 et 12 décembre à Bucarest en Roumanie.
- Roumanie 11 – 3  France
- Italie 10 – 2 France
- Roumanie 6 – 2 Italie

Les roumains joueront donc dans le groupe B et italiens et français rejoignent le groupe C.

## Groupe B

### Résultats
3 mars
- Norvège 12 – 2  Grande-Bretagne
- Suisse 3 – 4 Roumanie
- Allemagne fédérale 6 – 3 Autriche
- Yougoslavie 6 – 4 Hongrie

4 mars
- Allemagne fédérale 4 – 1 Roumanie
- Suisse 6 – 3 Grande-Bretagne
- Autriche 7 – 2 Hongrie
- Yougoslavie 2 – 1 Norvège

6 mars
- Norvège 0 – 4 Roumanie
- Hongrie 8 – 1 Grande-Bretagne
- Suisse 6 – 7 Autriche
- Yougoslavie 2 – 6 Allemagne fédérale

7 mars
- Norvège 4 – 3 Autriche
- Roumanie 4 – 2 Hongrie
- Allemagne fédérale 10 – 4 Grande-Bretagne
- Yougoslavie 3 – 2 Suisse

9 mars
- Roumanie 7 – 1 Autriche
- Allemagne fédérale 4 – 0 Suisse
- Norvège 5 – 2 Hongrie
- Yougoslavie 3 – 3 Grande-Bretagne

10 mars
- Norvège 4 – 1 Suisse
- Allemagne fédérale 1 – 0 Hongrie

11 mars
- Autriche 2 – 1 Grande-Bretagne
- Yougoslavie 5 – 5 Roumanie

12 mars
- Allemagne fédérale 3 – 2 Norvège
- Suisse 6 – 1 Hongrie
- Roumanie 4 – 1 Grande-Bretagne
- Yougoslavie 4 – 2 Autriche

### Classement
|   | Équipe             | PJ | V | N | D | BP | BC |
| - | ------------------ | -- | - | - | - | -- | -- |
| 1 | Allemagne fédérale | 7  | 7 | 0 | 0 | 34 | 12 |
| 2 | Roumanie           | 7  | 5 | 1 | 1 | 29 | 16 |
| 3 | Yougoslavie        | 7  | 4 | 2 | 1 | 25 | 23 |
| 4 | Norvège            | 7  | 4 | 0 | 3 | 28 | 17 |
| 5 | Autriche           | 7  | 3 | 0 | 4 | 25 | 30 |
| 6 | Suisse             | 7  | 2 | 0 | 5 | 24 | 26 |
| 7 | Hongrie            | 7  | 1 | 0 | 6 | 19 | 30 |
| 8 | Grande-Bretagne    | 7  | 0 | 1 | 6 | 15 | 45 |

## Groupe C
La France renonçant à participer, finalement la Yougoslavie a aligné une seconde équipe pour faire la quatrième équipe du groupe, cette seconde équipe ne comptant pas au classement final.

### Résultats
3 mars
- Italie 17 – 0  Afrique du Sud

4 mars
- Danemark 9 – 0 Afrique du Sud

5 mars
- Yougoslavie B 5 – 5 Danemark

6 mars
- Italie 18 – 2 Afrique du Sud

7 mars
- Italie 12 – 5 Danemark

8 mars
- Italie 7 – 1 Danemark

10 mars
- Yougoslavie B 4 – 1 Afrique du Sud

11 mars
- Danemark 6 – 2 Afrique du Sud

12 mars
- Yougoslavie B 2 – 7 Italie

### Classement
|   | Équipe         | PJ      | V       | N       | D       | BP      | BC      |         |
| - | -------------- | ------- | ------- | ------- | ------- | ------- | ------- | ------- |
| 1 | Italie         | 4       | 4       | 0       | 0       | 54      | 8       |         |
| 2 | Danemark       | 4       | 2       | 0       | 2       | 21      | 21      |         |
| 3 | Afrique du Sud | 4       | 0       | 0       | 4       | 4       | 5       |         |
| 4 | France         | Abandon | Abandon | Abandon | Abandon | Abandon | Abandon | Abandon |
|   | Yougoslavie B  | 3       | 1       | 1       | 1       | 11      | 13      |         |